# Palliduphantes epaminondae
Palliduphantes epaminondae är en spindelart som först beskrevs av Brignoli 1979.  Palliduphantes epaminondae ingår i släktet Palliduphantes och familjen täckvävarspindlar.
Artens utbredningsområde är Grekland. Inga underarter finns listade i Catalogue of Life.